# Непобедимите (филм, 1969)
„Непобедимите“ (на английски: The Undefeated) е американски уестърн от 1969 година на режисьора Андрю Маклаглън.

## Сюжет
След гражданската война бившият полковник от Севера Джон Хенри Томас и бившият полковник от Конфедерацията Джеймс Лангдън, водят две коренно различни групи хора през раздираното от борби Мексико. Джон Хенри и групата му водят 3000 коне на непопулярното мексиканско правителство, за $35 на глава, докато Лангдън предвожда контингент от изселващи се жители на Юга, които търсят нов живот в Мексико, след като са загубили имотите си. Пътищата на двамата се пресичат, когато съдбата ги изправя първо срещу банда мексиканци, после срещу революционери. Бившите врагове ще трябва да забравят различията си и да се съюзят, за да оцелеят.

## В ролите
| Актьор            | Роля                       |
| ----------------- | -------------------------- |
| Джон Уейн         | Полковник Джон Хенри Томас |
| Рок Хъдзън        | Полковник Джеймс Лангдън   |
| Роумън Гейбриъл   | Блу бой                    |
| Лий Мериуедър     | Маргарет Лангдън           |
| Мелиса Нюман      | Шарлът Лангдън             |
| Мариан Маккарго   | Ан Лангдън                 |
| Бен Джонсън       | Шотгръб                    |
| Антонио Агилар    | Генерал Рохас              |
| Мерлин Олсен      | Литъл Джордж, ковач        |
| Брус Кабът        | Първи сержант Джеф Нюби    |
| Ян-Майкъл Винсент | Буба Уилкис                |
| Пол Фикс          | Генерал Джо Мастърс        |